# 20998 Houzeaudelehaie
20998 Houzeaudelehaie este o planetă minoră (asteroid) din centura de asteroizi. A fost descoperită pe 26 august 1986 la Observatorul La Silla de Henri Debehogne și a fost numită după Auguste Houzeau de Lehaie⁠(d). 
Obiectul prezintă o orbită caracterizată de o semiaxă mare de 2,2159702 UAi, o excentricitate de 0,14, o înclinație de 5,26686 ° în raport cu ecliptica.